# Factor integrador
El factor integrador, también conocido como factor de integración o factor integrante de una ecuación diferencial, se define como una función (usualmente representada por la letra griega μ) que al multiplicarse por una ecuación diferencial no exacta, puede convertirla en una ecuación diferencial exacta.
Es común que se le refiera como un método de resolución para ecuaciones diferenciales.

## Historia
El primer registro del que se tiene conocimiento acerca de un factor integrador como un método para resolver una ecuación diferencial se encuentra en la obra Opera omnia, publicada en 1742 por Johann Bernoulli. Sin embargo, el método más comúnmente enseñado (y del que se habla en este artículo) se le atribuye a Leonhard Euler.

## Consideraciones
Usar el factor integrador como un método de resolución de ecuaciones diferenciales requiere de algunos aspectos a tomar en cuenta. 

### Forma estándar de una ecuación lineal
Es necesario que la ecuación diferencial a resolver sea de la forma {\displaystyle {dy \over dx}+P(x)y=f(x)}, en donde: 
- Puede asumirse que {\displaystyle y} está en función de {\displaystyle x}.
- {\displaystyle P(x)} puede ser una constante que multiplica a la función {\displaystyle y}.
- {\displaystyle f(x)} puede ser una constante.

### Ecuación diferencial ordinaria
Se debe estar seguro de que la ecuación diferencial a resolver no contenga derivadas parciales de 1 o más variables dependientes.

### Ecuación diferencial de primer orden
El factor integrador como método para resolver ecuaciones diferenciales sólo es aplicable a E.D. de primer orden, es decir, que el exponente de la derivada de orden más álto sea igual a 1. 

### No ser separable
Esto es una recomendación más que un requisito. Existen ecuaciones diferenciales ordinarias de primer orden que pueden ser resueltas por el método de separación de variables, que es más sencillo.  
Por ejemplo, la ecuación diferencial {\displaystyle {dy \over dx}=y+3} es lineal y de primer orden, y puede resolverse usando separación de variables. De esta forma:
{\displaystyle \int {dy \over y+3}=\int dx} {\displaystyle \Rightarrow } {\displaystyle \ln {(|y+3|)}=x}
Sin embargo, una ecuación diferencial como {\displaystyle {dy \over dx}+y=x}, a pesar de ser de primer orden y de ser lineal, no puede resolverse separando sus variables.

## Fórmula del factor integrador
La fórmula del factor integrador es de la forma {\displaystyle \mu =e^{\int P(x)dx}}, en donde {\displaystyle P(x)} corresponde a la función de igual nombre en la forma estándar de una ecuación lineal.

## Explicación[3]
Suponiendo una ecuación diferencial de la forma {\displaystyle {dy \over dx}+P(x)y=f(x)}, puede usarse una función arbitraria {\displaystyle \mu (x)} que multiplique a toda la ecuación. Efectuar dicha operación nos deja con la ecuación siguiente:
{\displaystyle \mu {dy \over dx}+\mu P(x)y=\mu f(x)}          (1)

Puede verse al primer término del lado izquierdo de la igualdad como la primera parte de la solución de la derivada de un producto, es decir:
{\displaystyle {d[\mu (x)y] \over dx}=\underbrace {\mu {dy \over dx}} _{}+{d\mu  \over dx}y}          (2)
Si se afirma que el término {\displaystyle \mu {dy \over dx}} es igual en las ecuaciones (1) y (2), se puede «forzar» que los términos {\displaystyle \mu P(x)y} (de la ecuación 1) y {\displaystyle {d\mu  \over dx}y} (de la ecuación 2) sean iguales. Lo anterior nos deja con la siguiente ecuación diferencial:
{\displaystyle \mu P(x)y={d\mu  \over dx}y}

Puede dividirse a ambos lados entre {\displaystyle y}:
{\displaystyle \mu P(x)={d\mu  \over dx}}

Esta es una ecuación diferencial que puede resolverse por método de separación de variables, quedando:
{\displaystyle \int {d\mu  \over \mu }=\int {P(x)dx}}
El lado izquierdo de la ecuación puede resolverse usando algunos de los métodos de integración.
{\displaystyle \ln({\mu })=\int {P(x)dx}}

Puede eliminarse el logaritmo natural del lado izquierdo usándolo como exponente del número {\displaystyle e}, 
{\displaystyle e^{\ln({\mu })}=e^{\int {P(x)dx}}}

Lo que nos lleva a la fórmula del factor integrador:
{\displaystyle \mu =e^{\int P(x)dx}}